# Revolution of Our Times
Pour plus de détails, voir Fiche technique et Distribution.
Revolution of Our Times (時代革命, Si doi gaak ming) est un film documentaire sur Hong Kong produit en 2021 par Kiwi Chow. Composé d'interviews et d'images des événements, le film couvre l'histoire des manifestations de 2019-2020 à Hong Kong. Le documentaire prend son nom d'un slogan souvent utilisé lors des événements : « libérer Hong Kong, révolution de notre temps ». Ce slogan a été déclaré illégal par la Haute Court de Hong Kong. Le film a été diffusé pour la première fois au Festival de Cannes 2021 en France et est actuellement banni en Chine et à Hong Kong,.

## Synopsis
Depuis de nombreuses années, les habitants Hong Kong se sont battus pour obtenir la liberté et la démocratie, en vain. En 2019, l'amendement sur la loi d'extradition se heurte à de vives réactions protestataires, faisant de Hong Kong un champ de bataille d'opposition à l'autoritarisme chinois. Le documentaire montre le point de vue de sept groupes de manifestants and lie leurs récits en une grande histoire faisant la chronique du mouvement insurrectionnel.